# Золух, Леопольд
Леопольд Золух (нем. Leopold Soluch, 5 мая 1914 — ?) — австрийский шахматист.
Входил в число сильнейших шахматистов Австрии конца 1940-х — начала 1950-х гг.
Серебряный призер чемпионата Австрии 1949 г.
Участник двух международных турниров в Вене.

## Вклад в теорию дебютов
|   | a | b | c | d | e | f | g | h |   |
| - | --- | --- | --- | --- | --- | --- | --- | --- | - |
| 8 | a8 чёрная ладья · d8 чёрный ферзь · e8 чёрная ладья · g8 чёрный король · a7 чёрная пешка · b7 чёрная пешка · e7 чёрная пешка · h7 чёрная пешка · e6 чёрный слон · f6 чёрная пешка · g6 чёрная пешка · h6 белый слон · a5 чёрный конь · d5 белая пешка · e4 белая пешка · d3 белый слон · f3 белая пешка · a2 белая пешка · e2 белый конь · g2 белая пешка · h2 белая пешка · a1 белый ферзь · b1 белая ладья · g1 белый король | a8 чёрная ладья · d8 чёрный ферзь · e8 чёрная ладья · g8 чёрный король · a7 чёрная пешка · b7 чёрная пешка · e7 чёрная пешка · h7 чёрная пешка · e6 чёрный слон · f6 чёрная пешка · g6 чёрная пешка · h6 белый слон · a5 чёрный конь · d5 белая пешка · e4 белая пешка · d3 белый слон · f3 белая пешка · a2 белая пешка · e2 белый конь · g2 белая пешка · h2 белая пешка · a1 белый ферзь · b1 белая ладья · g1 белый король | a8 чёрная ладья · d8 чёрный ферзь · e8 чёрная ладья · g8 чёрный король · a7 чёрная пешка · b7 чёрная пешка · e7 чёрная пешка · h7 чёрная пешка · e6 чёрный слон · f6 чёрная пешка · g6 чёрная пешка · h6 белый слон · a5 чёрный конь · d5 белая пешка · e4 белая пешка · d3 белый слон · f3 белая пешка · a2 белая пешка · e2 белый конь · g2 белая пешка · h2 белая пешка · a1 белый ферзь · b1 белая ладья · g1 белый король | a8 чёрная ладья · d8 чёрный ферзь · e8 чёрная ладья · g8 чёрный король · a7 чёрная пешка · b7 чёрная пешка · e7 чёрная пешка · h7 чёрная пешка · e6 чёрный слон · f6 чёрная пешка · g6 чёрная пешка · h6 белый слон · a5 чёрный конь · d5 белая пешка · e4 белая пешка · d3 белый слон · f3 белая пешка · a2 белая пешка · e2 белый конь · g2 белая пешка · h2 белая пешка · a1 белый ферзь · b1 белая ладья · g1 белый король | a8 чёрная ладья · d8 чёрный ферзь · e8 чёрная ладья · g8 чёрный король · a7 чёрная пешка · b7 чёрная пешка · e7 чёрная пешка · h7 чёрная пешка · e6 чёрный слон · f6 чёрная пешка · g6 чёрная пешка · h6 белый слон · a5 чёрный конь · d5 белая пешка · e4 белая пешка · d3 белый слон · f3 белая пешка · a2 белая пешка · e2 белый конь · g2 белая пешка · h2 белая пешка · a1 белый ферзь · b1 белая ладья · g1 белый король | a8 чёрная ладья · d8 чёрный ферзь · e8 чёрная ладья · g8 чёрный король · a7 чёрная пешка · b7 чёрная пешка · e7 чёрная пешка · h7 чёрная пешка · e6 чёрный слон · f6 чёрная пешка · g6 чёрная пешка · h6 белый слон · a5 чёрный конь · d5 белая пешка · e4 белая пешка · d3 белый слон · f3 белая пешка · a2 белая пешка · e2 белый конь · g2 белая пешка · h2 белая пешка · a1 белый ферзь · b1 белая ладья · g1 белый король | a8 чёрная ладья · d8 чёрный ферзь · e8 чёрная ладья · g8 чёрный король · a7 чёрная пешка · b7 чёрная пешка · e7 чёрная пешка · h7 чёрная пешка · e6 чёрный слон · f6 чёрная пешка · g6 чёрная пешка · h6 белый слон · a5 чёрный конь · d5 белая пешка · e4 белая пешка · d3 белый слон · f3 белая пешка · a2 белая пешка · e2 белый конь · g2 белая пешка · h2 белая пешка · a1 белый ферзь · b1 белая ладья · g1 белый король | a8 чёрная ладья · d8 чёрный ферзь · e8 чёрная ладья · g8 чёрный король · a7 чёрная пешка · b7 чёрная пешка · e7 чёрная пешка · h7 чёрная пешка · e6 чёрный слон · f6 чёрная пешка · g6 чёрная пешка · h6 белый слон · a5 чёрный конь · d5 белая пешка · e4 белая пешка · d3 белый слон · f3 белая пешка · a2 белая пешка · e2 белый конь · g2 белая пешка · h2 белая пешка · a1 белый ферзь · b1 белая ладья · g1 белый король | 8 |
| 7 | a8 чёрная ладья · d8 чёрный ферзь · e8 чёрная ладья · g8 чёрный король · a7 чёрная пешка · b7 чёрная пешка · e7 чёрная пешка · h7 чёрная пешка · e6 чёрный слон · f6 чёрная пешка · g6 чёрная пешка · h6 белый слон · a5 чёрный конь · d5 белая пешка · e4 белая пешка · d3 белый слон · f3 белая пешка · a2 белая пешка · e2 белый конь · g2 белая пешка · h2 белая пешка · a1 белый ферзь · b1 белая ладья · g1 белый король | a8 чёрная ладья · d8 чёрный ферзь · e8 чёрная ладья · g8 чёрный король · a7 чёрная пешка · b7 чёрная пешка · e7 чёрная пешка · h7 чёрная пешка · e6 чёрный слон · f6 чёрная пешка · g6 чёрная пешка · h6 белый слон · a5 чёрный конь · d5 белая пешка · e4 белая пешка · d3 белый слон · f3 белая пешка · a2 белая пешка · e2 белый конь · g2 белая пешка · h2 белая пешка · a1 белый ферзь · b1 белая ладья · g1 белый король | a8 чёрная ладья · d8 чёрный ферзь · e8 чёрная ладья · g8 чёрный король · a7 чёрная пешка · b7 чёрная пешка · e7 чёрная пешка · h7 чёрная пешка · e6 чёрный слон · f6 чёрная пешка · g6 чёрная пешка · h6 белый слон · a5 чёрный конь · d5 белая пешка · e4 белая пешка · d3 белый слон · f3 белая пешка · a2 белая пешка · e2 белый конь · g2 белая пешка · h2 белая пешка · a1 белый ферзь · b1 белая ладья · g1 белый король | a8 чёрная ладья · d8 чёрный ферзь · e8 чёрная ладья · g8 чёрный король · a7 чёрная пешка · b7 чёрная пешка · e7 чёрная пешка · h7 чёрная пешка · e6 чёрный слон · f6 чёрная пешка · g6 чёрная пешка · h6 белый слон · a5 чёрный конь · d5 белая пешка · e4 белая пешка · d3 белый слон · f3 белая пешка · a2 белая пешка · e2 белый конь · g2 белая пешка · h2 белая пешка · a1 белый ферзь · b1 белая ладья · g1 белый король | a8 чёрная ладья · d8 чёрный ферзь · e8 чёрная ладья · g8 чёрный король · a7 чёрная пешка · b7 чёрная пешка · e7 чёрная пешка · h7 чёрная пешка · e6 чёрный слон · f6 чёрная пешка · g6 чёрная пешка · h6 белый слон · a5 чёрный конь · d5 белая пешка · e4 белая пешка · d3 белый слон · f3 белая пешка · a2 белая пешка · e2 белый конь · g2 белая пешка · h2 белая пешка · a1 белый ферзь · b1 белая ладья · g1 белый король | a8 чёрная ладья · d8 чёрный ферзь · e8 чёрная ладья · g8 чёрный король · a7 чёрная пешка · b7 чёрная пешка · e7 чёрная пешка · h7 чёрная пешка · e6 чёрный слон · f6 чёрная пешка · g6 чёрная пешка · h6 белый слон · a5 чёрный конь · d5 белая пешка · e4 белая пешка · d3 белый слон · f3 белая пешка · a2 белая пешка · e2 белый конь · g2 белая пешка · h2 белая пешка · a1 белый ферзь · b1 белая ладья · g1 белый король | a8 чёрная ладья · d8 чёрный ферзь · e8 чёрная ладья · g8 чёрный король · a7 чёрная пешка · b7 чёрная пешка · e7 чёрная пешка · h7 чёрная пешка · e6 чёрный слон · f6 чёрная пешка · g6 чёрная пешка · h6 белый слон · a5 чёрный конь · d5 белая пешка · e4 белая пешка · d3 белый слон · f3 белая пешка · a2 белая пешка · e2 белый конь · g2 белая пешка · h2 белая пешка · a1 белый ферзь · b1 белая ладья · g1 белый король | a8 чёрная ладья · d8 чёрный ферзь · e8 чёрная ладья · g8 чёрный король · a7 чёрная пешка · b7 чёрная пешка · e7 чёрная пешка · h7 чёрная пешка · e6 чёрный слон · f6 чёрная пешка · g6 чёрная пешка · h6 белый слон · a5 чёрный конь · d5 белая пешка · e4 белая пешка · d3 белый слон · f3 белая пешка · a2 белая пешка · e2 белый конь · g2 белая пешка · h2 белая пешка · a1 белый ферзь · b1 белая ладья · g1 белый король | 7 |
| 6 | a8 чёрная ладья · d8 чёрный ферзь · e8 чёрная ладья · g8 чёрный король · a7 чёрная пешка · b7 чёрная пешка · e7 чёрная пешка · h7 чёрная пешка · e6 чёрный слон · f6 чёрная пешка · g6 чёрная пешка · h6 белый слон · a5 чёрный конь · d5 белая пешка · e4 белая пешка · d3 белый слон · f3 белая пешка · a2 белая пешка · e2 белый конь · g2 белая пешка · h2 белая пешка · a1 белый ферзь · b1 белая ладья · g1 белый король | a8 чёрная ладья · d8 чёрный ферзь · e8 чёрная ладья · g8 чёрный король · a7 чёрная пешка · b7 чёрная пешка · e7 чёрная пешка · h7 чёрная пешка · e6 чёрный слон · f6 чёрная пешка · g6 чёрная пешка · h6 белый слон · a5 чёрный конь · d5 белая пешка · e4 белая пешка · d3 белый слон · f3 белая пешка · a2 белая пешка · e2 белый конь · g2 белая пешка · h2 белая пешка · a1 белый ферзь · b1 белая ладья · g1 белый король | a8 чёрная ладья · d8 чёрный ферзь · e8 чёрная ладья · g8 чёрный король · a7 чёрная пешка · b7 чёрная пешка · e7 чёрная пешка · h7 чёрная пешка · e6 чёрный слон · f6 чёрная пешка · g6 чёрная пешка · h6 белый слон · a5 чёрный конь · d5 белая пешка · e4 белая пешка · d3 белый слон · f3 белая пешка · a2 белая пешка · e2 белый конь · g2 белая пешка · h2 белая пешка · a1 белый ферзь · b1 белая ладья · g1 белый король | a8 чёрная ладья · d8 чёрный ферзь · e8 чёрная ладья · g8 чёрный король · a7 чёрная пешка · b7 чёрная пешка · e7 чёрная пешка · h7 чёрная пешка · e6 чёрный слон · f6 чёрная пешка · g6 чёрная пешка · h6 белый слон · a5 чёрный конь · d5 белая пешка · e4 белая пешка · d3 белый слон · f3 белая пешка · a2 белая пешка · e2 белый конь · g2 белая пешка · h2 белая пешка · a1 белый ферзь · b1 белая ладья · g1 белый король | a8 чёрная ладья · d8 чёрный ферзь · e8 чёрная ладья · g8 чёрный король · a7 чёрная пешка · b7 чёрная пешка · e7 чёрная пешка · h7 чёрная пешка · e6 чёрный слон · f6 чёрная пешка · g6 чёрная пешка · h6 белый слон · a5 чёрный конь · d5 белая пешка · e4 белая пешка · d3 белый слон · f3 белая пешка · a2 белая пешка · e2 белый конь · g2 белая пешка · h2 белая пешка · a1 белый ферзь · b1 белая ладья · g1 белый король | a8 чёрная ладья · d8 чёрный ферзь · e8 чёрная ладья · g8 чёрный король · a7 чёрная пешка · b7 чёрная пешка · e7 чёрная пешка · h7 чёрная пешка · e6 чёрный слон · f6 чёрная пешка · g6 чёрная пешка · h6 белый слон · a5 чёрный конь · d5 белая пешка · e4 белая пешка · d3 белый слон · f3 белая пешка · a2 белая пешка · e2 белый конь · g2 белая пешка · h2 белая пешка · a1 белый ферзь · b1 белая ладья · g1 белый король | a8 чёрная ладья · d8 чёрный ферзь · e8 чёрная ладья · g8 чёрный король · a7 чёрная пешка · b7 чёрная пешка · e7 чёрная пешка · h7 чёрная пешка · e6 чёрный слон · f6 чёрная пешка · g6 чёрная пешка · h6 белый слон · a5 чёрный конь · d5 белая пешка · e4 белая пешка · d3 белый слон · f3 белая пешка · a2 белая пешка · e2 белый конь · g2 белая пешка · h2 белая пешка · a1 белый ферзь · b1 белая ладья · g1 белый король | a8 чёрная ладья · d8 чёрный ферзь · e8 чёрная ладья · g8 чёрный король · a7 чёрная пешка · b7 чёрная пешка · e7 чёрная пешка · h7 чёрная пешка · e6 чёрный слон · f6 чёрная пешка · g6 чёрная пешка · h6 белый слон · a5 чёрный конь · d5 белая пешка · e4 белая пешка · d3 белый слон · f3 белая пешка · a2 белая пешка · e2 белый конь · g2 белая пешка · h2 белая пешка · a1 белый ферзь · b1 белая ладья · g1 белый король | 6 |
| 5 | a8 чёрная ладья · d8 чёрный ферзь · e8 чёрная ладья · g8 чёрный король · a7 чёрная пешка · b7 чёрная пешка · e7 чёрная пешка · h7 чёрная пешка · e6 чёрный слон · f6 чёрная пешка · g6 чёрная пешка · h6 белый слон · a5 чёрный конь · d5 белая пешка · e4 белая пешка · d3 белый слон · f3 белая пешка · a2 белая пешка · e2 белый конь · g2 белая пешка · h2 белая пешка · a1 белый ферзь · b1 белая ладья · g1 белый король | a8 чёрная ладья · d8 чёрный ферзь · e8 чёрная ладья · g8 чёрный король · a7 чёрная пешка · b7 чёрная пешка · e7 чёрная пешка · h7 чёрная пешка · e6 чёрный слон · f6 чёрная пешка · g6 чёрная пешка · h6 белый слон · a5 чёрный конь · d5 белая пешка · e4 белая пешка · d3 белый слон · f3 белая пешка · a2 белая пешка · e2 белый конь · g2 белая пешка · h2 белая пешка · a1 белый ферзь · b1 белая ладья · g1 белый король | a8 чёрная ладья · d8 чёрный ферзь · e8 чёрная ладья · g8 чёрный король · a7 чёрная пешка · b7 чёрная пешка · e7 чёрная пешка · h7 чёрная пешка · e6 чёрный слон · f6 чёрная пешка · g6 чёрная пешка · h6 белый слон · a5 чёрный конь · d5 белая пешка · e4 белая пешка · d3 белый слон · f3 белая пешка · a2 белая пешка · e2 белый конь · g2 белая пешка · h2 белая пешка · a1 белый ферзь · b1 белая ладья · g1 белый король | a8 чёрная ладья · d8 чёрный ферзь · e8 чёрная ладья · g8 чёрный король · a7 чёрная пешка · b7 чёрная пешка · e7 чёрная пешка · h7 чёрная пешка · e6 чёрный слон · f6 чёрная пешка · g6 чёрная пешка · h6 белый слон · a5 чёрный конь · d5 белая пешка · e4 белая пешка · d3 белый слон · f3 белая пешка · a2 белая пешка · e2 белый конь · g2 белая пешка · h2 белая пешка · a1 белый ферзь · b1 белая ладья · g1 белый король | a8 чёрная ладья · d8 чёрный ферзь · e8 чёрная ладья · g8 чёрный король · a7 чёрная пешка · b7 чёрная пешка · e7 чёрная пешка · h7 чёрная пешка · e6 чёрный слон · f6 чёрная пешка · g6 чёрная пешка · h6 белый слон · a5 чёрный конь · d5 белая пешка · e4 белая пешка · d3 белый слон · f3 белая пешка · a2 белая пешка · e2 белый конь · g2 белая пешка · h2 белая пешка · a1 белый ферзь · b1 белая ладья · g1 белый король | a8 чёрная ладья · d8 чёрный ферзь · e8 чёрная ладья · g8 чёрный король · a7 чёрная пешка · b7 чёрная пешка · e7 чёрная пешка · h7 чёрная пешка · e6 чёрный слон · f6 чёрная пешка · g6 чёрная пешка · h6 белый слон · a5 чёрный конь · d5 белая пешка · e4 белая пешка · d3 белый слон · f3 белая пешка · a2 белая пешка · e2 белый конь · g2 белая пешка · h2 белая пешка · a1 белый ферзь · b1 белая ладья · g1 белый король | a8 чёрная ладья · d8 чёрный ферзь · e8 чёрная ладья · g8 чёрный король · a7 чёрная пешка · b7 чёрная пешка · e7 чёрная пешка · h7 чёрная пешка · e6 чёрный слон · f6 чёрная пешка · g6 чёрная пешка · h6 белый слон · a5 чёрный конь · d5 белая пешка · e4 белая пешка · d3 белый слон · f3 белая пешка · a2 белая пешка · e2 белый конь · g2 белая пешка · h2 белая пешка · a1 белый ферзь · b1 белая ладья · g1 белый король | a8 чёрная ладья · d8 чёрный ферзь · e8 чёрная ладья · g8 чёрный король · a7 чёрная пешка · b7 чёрная пешка · e7 чёрная пешка · h7 чёрная пешка · e6 чёрный слон · f6 чёрная пешка · g6 чёрная пешка · h6 белый слон · a5 чёрный конь · d5 белая пешка · e4 белая пешка · d3 белый слон · f3 белая пешка · a2 белая пешка · e2 белый конь · g2 белая пешка · h2 белая пешка · a1 белый ферзь · b1 белая ладья · g1 белый король | 5 |
| 4 | a8 чёрная ладья · d8 чёрный ферзь · e8 чёрная ладья · g8 чёрный король · a7 чёрная пешка · b7 чёрная пешка · e7 чёрная пешка · h7 чёрная пешка · e6 чёрный слон · f6 чёрная пешка · g6 чёрная пешка · h6 белый слон · a5 чёрный конь · d5 белая пешка · e4 белая пешка · d3 белый слон · f3 белая пешка · a2 белая пешка · e2 белый конь · g2 белая пешка · h2 белая пешка · a1 белый ферзь · b1 белая ладья · g1 белый король | a8 чёрная ладья · d8 чёрный ферзь · e8 чёрная ладья · g8 чёрный король · a7 чёрная пешка · b7 чёрная пешка · e7 чёрная пешка · h7 чёрная пешка · e6 чёрный слон · f6 чёрная пешка · g6 чёрная пешка · h6 белый слон · a5 чёрный конь · d5 белая пешка · e4 белая пешка · d3 белый слон · f3 белая пешка · a2 белая пешка · e2 белый конь · g2 белая пешка · h2 белая пешка · a1 белый ферзь · b1 белая ладья · g1 белый король | a8 чёрная ладья · d8 чёрный ферзь · e8 чёрная ладья · g8 чёрный король · a7 чёрная пешка · b7 чёрная пешка · e7 чёрная пешка · h7 чёрная пешка · e6 чёрный слон · f6 чёрная пешка · g6 чёрная пешка · h6 белый слон · a5 чёрный конь · d5 белая пешка · e4 белая пешка · d3 белый слон · f3 белая пешка · a2 белая пешка · e2 белый конь · g2 белая пешка · h2 белая пешка · a1 белый ферзь · b1 белая ладья · g1 белый король | a8 чёрная ладья · d8 чёрный ферзь · e8 чёрная ладья · g8 чёрный король · a7 чёрная пешка · b7 чёрная пешка · e7 чёрная пешка · h7 чёрная пешка · e6 чёрный слон · f6 чёрная пешка · g6 чёрная пешка · h6 белый слон · a5 чёрный конь · d5 белая пешка · e4 белая пешка · d3 белый слон · f3 белая пешка · a2 белая пешка · e2 белый конь · g2 белая пешка · h2 белая пешка · a1 белый ферзь · b1 белая ладья · g1 белый король | a8 чёрная ладья · d8 чёрный ферзь · e8 чёрная ладья · g8 чёрный король · a7 чёрная пешка · b7 чёрная пешка · e7 чёрная пешка · h7 чёрная пешка · e6 чёрный слон · f6 чёрная пешка · g6 чёрная пешка · h6 белый слон · a5 чёрный конь · d5 белая пешка · e4 белая пешка · d3 белый слон · f3 белая пешка · a2 белая пешка · e2 белый конь · g2 белая пешка · h2 белая пешка · a1 белый ферзь · b1 белая ладья · g1 белый король | a8 чёрная ладья · d8 чёрный ферзь · e8 чёрная ладья · g8 чёрный король · a7 чёрная пешка · b7 чёрная пешка · e7 чёрная пешка · h7 чёрная пешка · e6 чёрный слон · f6 чёрная пешка · g6 чёрная пешка · h6 белый слон · a5 чёрный конь · d5 белая пешка · e4 белая пешка · d3 белый слон · f3 белая пешка · a2 белая пешка · e2 белый конь · g2 белая пешка · h2 белая пешка · a1 белый ферзь · b1 белая ладья · g1 белый король | a8 чёрная ладья · d8 чёрный ферзь · e8 чёрная ладья · g8 чёрный король · a7 чёрная пешка · b7 чёрная пешка · e7 чёрная пешка · h7 чёрная пешка · e6 чёрный слон · f6 чёрная пешка · g6 чёрная пешка · h6 белый слон · a5 чёрный конь · d5 белая пешка · e4 белая пешка · d3 белый слон · f3 белая пешка · a2 белая пешка · e2 белый конь · g2 белая пешка · h2 белая пешка · a1 белый ферзь · b1 белая ладья · g1 белый король | a8 чёрная ладья · d8 чёрный ферзь · e8 чёрная ладья · g8 чёрный король · a7 чёрная пешка · b7 чёрная пешка · e7 чёрная пешка · h7 чёрная пешка · e6 чёрный слон · f6 чёрная пешка · g6 чёрная пешка · h6 белый слон · a5 чёрный конь · d5 белая пешка · e4 белая пешка · d3 белый слон · f3 белая пешка · a2 белая пешка · e2 белый конь · g2 белая пешка · h2 белая пешка · a1 белый ферзь · b1 белая ладья · g1 белый король | 4 |
| 3 | a8 чёрная ладья · d8 чёрный ферзь · e8 чёрная ладья · g8 чёрный король · a7 чёрная пешка · b7 чёрная пешка · e7 чёрная пешка · h7 чёрная пешка · e6 чёрный слон · f6 чёрная пешка · g6 чёрная пешка · h6 белый слон · a5 чёрный конь · d5 белая пешка · e4 белая пешка · d3 белый слон · f3 белая пешка · a2 белая пешка · e2 белый конь · g2 белая пешка · h2 белая пешка · a1 белый ферзь · b1 белая ладья · g1 белый король | a8 чёрная ладья · d8 чёрный ферзь · e8 чёрная ладья · g8 чёрный король · a7 чёрная пешка · b7 чёрная пешка · e7 чёрная пешка · h7 чёрная пешка · e6 чёрный слон · f6 чёрная пешка · g6 чёрная пешка · h6 белый слон · a5 чёрный конь · d5 белая пешка · e4 белая пешка · d3 белый слон · f3 белая пешка · a2 белая пешка · e2 белый конь · g2 белая пешка · h2 белая пешка · a1 белый ферзь · b1 белая ладья · g1 белый король | a8 чёрная ладья · d8 чёрный ферзь · e8 чёрная ладья · g8 чёрный король · a7 чёрная пешка · b7 чёрная пешка · e7 чёрная пешка · h7 чёрная пешка · e6 чёрный слон · f6 чёрная пешка · g6 чёрная пешка · h6 белый слон · a5 чёрный конь · d5 белая пешка · e4 белая пешка · d3 белый слон · f3 белая пешка · a2 белая пешка · e2 белый конь · g2 белая пешка · h2 белая пешка · a1 белый ферзь · b1 белая ладья · g1 белый король | a8 чёрная ладья · d8 чёрный ферзь · e8 чёрная ладья · g8 чёрный король · a7 чёрная пешка · b7 чёрная пешка · e7 чёрная пешка · h7 чёрная пешка · e6 чёрный слон · f6 чёрная пешка · g6 чёрная пешка · h6 белый слон · a5 чёрный конь · d5 белая пешка · e4 белая пешка · d3 белый слон · f3 белая пешка · a2 белая пешка · e2 белый конь · g2 белая пешка · h2 белая пешка · a1 белый ферзь · b1 белая ладья · g1 белый король | a8 чёрная ладья · d8 чёрный ферзь · e8 чёрная ладья · g8 чёрный король · a7 чёрная пешка · b7 чёрная пешка · e7 чёрная пешка · h7 чёрная пешка · e6 чёрный слон · f6 чёрная пешка · g6 чёрная пешка · h6 белый слон · a5 чёрный конь · d5 белая пешка · e4 белая пешка · d3 белый слон · f3 белая пешка · a2 белая пешка · e2 белый конь · g2 белая пешка · h2 белая пешка · a1 белый ферзь · b1 белая ладья · g1 белый король | a8 чёрная ладья · d8 чёрный ферзь · e8 чёрная ладья · g8 чёрный король · a7 чёрная пешка · b7 чёрная пешка · e7 чёрная пешка · h7 чёрная пешка · e6 чёрный слон · f6 чёрная пешка · g6 чёрная пешка · h6 белый слон · a5 чёрный конь · d5 белая пешка · e4 белая пешка · d3 белый слон · f3 белая пешка · a2 белая пешка · e2 белый конь · g2 белая пешка · h2 белая пешка · a1 белый ферзь · b1 белая ладья · g1 белый король | a8 чёрная ладья · d8 чёрный ферзь · e8 чёрная ладья · g8 чёрный король · a7 чёрная пешка · b7 чёрная пешка · e7 чёрная пешка · h7 чёрная пешка · e6 чёрный слон · f6 чёрная пешка · g6 чёрная пешка · h6 белый слон · a5 чёрный конь · d5 белая пешка · e4 белая пешка · d3 белый слон · f3 белая пешка · a2 белая пешка · e2 белый конь · g2 белая пешка · h2 белая пешка · a1 белый ферзь · b1 белая ладья · g1 белый король | a8 чёрная ладья · d8 чёрный ферзь · e8 чёрная ладья · g8 чёрный король · a7 чёрная пешка · b7 чёрная пешка · e7 чёрная пешка · h7 чёрная пешка · e6 чёрный слон · f6 чёрная пешка · g6 чёрная пешка · h6 белый слон · a5 чёрный конь · d5 белая пешка · e4 белая пешка · d3 белый слон · f3 белая пешка · a2 белая пешка · e2 белый конь · g2 белая пешка · h2 белая пешка · a1 белый ферзь · b1 белая ладья · g1 белый король | 3 |
| 2 | a8 чёрная ладья · d8 чёрный ферзь · e8 чёрная ладья · g8 чёрный король · a7 чёрная пешка · b7 чёрная пешка · e7 чёрная пешка · h7 чёрная пешка · e6 чёрный слон · f6 чёрная пешка · g6 чёрная пешка · h6 белый слон · a5 чёрный конь · d5 белая пешка · e4 белая пешка · d3 белый слон · f3 белая пешка · a2 белая пешка · e2 белый конь · g2 белая пешка · h2 белая пешка · a1 белый ферзь · b1 белая ладья · g1 белый король | a8 чёрная ладья · d8 чёрный ферзь · e8 чёрная ладья · g8 чёрный король · a7 чёрная пешка · b7 чёрная пешка · e7 чёрная пешка · h7 чёрная пешка · e6 чёрный слон · f6 чёрная пешка · g6 чёрная пешка · h6 белый слон · a5 чёрный конь · d5 белая пешка · e4 белая пешка · d3 белый слон · f3 белая пешка · a2 белая пешка · e2 белый конь · g2 белая пешка · h2 белая пешка · a1 белый ферзь · b1 белая ладья · g1 белый король | a8 чёрная ладья · d8 чёрный ферзь · e8 чёрная ладья · g8 чёрный король · a7 чёрная пешка · b7 чёрная пешка · e7 чёрная пешка · h7 чёрная пешка · e6 чёрный слон · f6 чёрная пешка · g6 чёрная пешка · h6 белый слон · a5 чёрный конь · d5 белая пешка · e4 белая пешка · d3 белый слон · f3 белая пешка · a2 белая пешка · e2 белый конь · g2 белая пешка · h2 белая пешка · a1 белый ферзь · b1 белая ладья · g1 белый король | a8 чёрная ладья · d8 чёрный ферзь · e8 чёрная ладья · g8 чёрный король · a7 чёрная пешка · b7 чёрная пешка · e7 чёрная пешка · h7 чёрная пешка · e6 чёрный слон · f6 чёрная пешка · g6 чёрная пешка · h6 белый слон · a5 чёрный конь · d5 белая пешка · e4 белая пешка · d3 белый слон · f3 белая пешка · a2 белая пешка · e2 белый конь · g2 белая пешка · h2 белая пешка · a1 белый ферзь · b1 белая ладья · g1 белый король | a8 чёрная ладья · d8 чёрный ферзь · e8 чёрная ладья · g8 чёрный король · a7 чёрная пешка · b7 чёрная пешка · e7 чёрная пешка · h7 чёрная пешка · e6 чёрный слон · f6 чёрная пешка · g6 чёрная пешка · h6 белый слон · a5 чёрный конь · d5 белая пешка · e4 белая пешка · d3 белый слон · f3 белая пешка · a2 белая пешка · e2 белый конь · g2 белая пешка · h2 белая пешка · a1 белый ферзь · b1 белая ладья · g1 белый король | a8 чёрная ладья · d8 чёрный ферзь · e8 чёрная ладья · g8 чёрный король · a7 чёрная пешка · b7 чёрная пешка · e7 чёрная пешка · h7 чёрная пешка · e6 чёрный слон · f6 чёрная пешка · g6 чёрная пешка · h6 белый слон · a5 чёрный конь · d5 белая пешка · e4 белая пешка · d3 белый слон · f3 белая пешка · a2 белая пешка · e2 белый конь · g2 белая пешка · h2 белая пешка · a1 белый ферзь · b1 белая ладья · g1 белый король | a8 чёрная ладья · d8 чёрный ферзь · e8 чёрная ладья · g8 чёрный король · a7 чёрная пешка · b7 чёрная пешка · e7 чёрная пешка · h7 чёрная пешка · e6 чёрный слон · f6 чёрная пешка · g6 чёрная пешка · h6 белый слон · a5 чёрный конь · d5 белая пешка · e4 белая пешка · d3 белый слон · f3 белая пешка · a2 белая пешка · e2 белый конь · g2 белая пешка · h2 белая пешка · a1 белый ферзь · b1 белая ладья · g1 белый король | a8 чёрная ладья · d8 чёрный ферзь · e8 чёрная ладья · g8 чёрный король · a7 чёрная пешка · b7 чёрная пешка · e7 чёрная пешка · h7 чёрная пешка · e6 чёрный слон · f6 чёрная пешка · g6 чёрная пешка · h6 белый слон · a5 чёрный конь · d5 белая пешка · e4 белая пешка · d3 белый слон · f3 белая пешка · a2 белая пешка · e2 белый конь · g2 белая пешка · h2 белая пешка · a1 белый ферзь · b1 белая ладья · g1 белый король | 2 |
| 1 | a8 чёрная ладья · d8 чёрный ферзь · e8 чёрная ладья · g8 чёрный король · a7 чёрная пешка · b7 чёрная пешка · e7 чёрная пешка · h7 чёрная пешка · e6 чёрный слон · f6 чёрная пешка · g6 чёрная пешка · h6 белый слон · a5 чёрный конь · d5 белая пешка · e4 белая пешка · d3 белый слон · f3 белая пешка · a2 белая пешка · e2 белый конь · g2 белая пешка · h2 белая пешка · a1 белый ферзь · b1 белая ладья · g1 белый король | a8 чёрная ладья · d8 чёрный ферзь · e8 чёрная ладья · g8 чёрный король · a7 чёрная пешка · b7 чёрная пешка · e7 чёрная пешка · h7 чёрная пешка · e6 чёрный слон · f6 чёрная пешка · g6 чёрная пешка · h6 белый слон · a5 чёрный конь · d5 белая пешка · e4 белая пешка · d3 белый слон · f3 белая пешка · a2 белая пешка · e2 белый конь · g2 белая пешка · h2 белая пешка · a1 белый ферзь · b1 белая ладья · g1 белый король | a8 чёрная ладья · d8 чёрный ферзь · e8 чёрная ладья · g8 чёрный король · a7 чёрная пешка · b7 чёрная пешка · e7 чёрная пешка · h7 чёрная пешка · e6 чёрный слон · f6 чёрная пешка · g6 чёрная пешка · h6 белый слон · a5 чёрный конь · d5 белая пешка · e4 белая пешка · d3 белый слон · f3 белая пешка · a2 белая пешка · e2 белый конь · g2 белая пешка · h2 белая пешка · a1 белый ферзь · b1 белая ладья · g1 белый король | a8 чёрная ладья · d8 чёрный ферзь · e8 чёрная ладья · g8 чёрный король · a7 чёрная пешка · b7 чёрная пешка · e7 чёрная пешка · h7 чёрная пешка · e6 чёрный слон · f6 чёрная пешка · g6 чёрная пешка · h6 белый слон · a5 чёрный конь · d5 белая пешка · e4 белая пешка · d3 белый слон · f3 белая пешка · a2 белая пешка · e2 белый конь · g2 белая пешка · h2 белая пешка · a1 белый ферзь · b1 белая ладья · g1 белый король | a8 чёрная ладья · d8 чёрный ферзь · e8 чёрная ладья · g8 чёрный король · a7 чёрная пешка · b7 чёрная пешка · e7 чёрная пешка · h7 чёрная пешка · e6 чёрный слон · f6 чёрная пешка · g6 чёрная пешка · h6 белый слон · a5 чёрный конь · d5 белая пешка · e4 белая пешка · d3 белый слон · f3 белая пешка · a2 белая пешка · e2 белый конь · g2 белая пешка · h2 белая пешка · a1 белый ферзь · b1 белая ладья · g1 белый король | a8 чёрная ладья · d8 чёрный ферзь · e8 чёрная ладья · g8 чёрный король · a7 чёрная пешка · b7 чёрная пешка · e7 чёрная пешка · h7 чёрная пешка · e6 чёрный слон · f6 чёрная пешка · g6 чёрная пешка · h6 белый слон · a5 чёрный конь · d5 белая пешка · e4 белая пешка · d3 белый слон · f3 белая пешка · a2 белая пешка · e2 белый конь · g2 белая пешка · h2 белая пешка · a1 белый ферзь · b1 белая ладья · g1 белый король | a8 чёрная ладья · d8 чёрный ферзь · e8 чёрная ладья · g8 чёрный король · a7 чёрная пешка · b7 чёрная пешка · e7 чёрная пешка · h7 чёрная пешка · e6 чёрный слон · f6 чёрная пешка · g6 чёрная пешка · h6 белый слон · a5 чёрный конь · d5 белая пешка · e4 белая пешка · d3 белый слон · f3 белая пешка · a2 белая пешка · e2 белый конь · g2 белая пешка · h2 белая пешка · a1 белый ферзь · b1 белая ладья · g1 белый король | a8 чёрная ладья · d8 чёрный ферзь · e8 чёрная ладья · g8 чёрный король · a7 чёрная пешка · b7 чёрная пешка · e7 чёрная пешка · h7 чёрная пешка · e6 чёрный слон · f6 чёрная пешка · g6 чёрная пешка · h6 белый слон · a5 чёрный конь · d5 белая пешка · e4 белая пешка · d3 белый слон · f3 белая пешка · a2 белая пешка · e2 белый конь · g2 белая пешка · h2 белая пешка · a1 белый ферзь · b1 белая ладья · g1 белый король | 1 |
|   | a | b | c | d | e | f | g | h |   |

Золух внес вклад в теорию защиты Грюнфельда. В атаке Сокольского после ходов 1. d4 Кf6  2. c4 g6  3. Кc3 d5 4. cd К:d5  5. e4 К:c3  6. bc Сg7 7. Сc4 0–0  8. Кe2 c5  9. 0–0 cd 10. cd Кc6  11. Сe3 Сg4  12. f3 Кa5 13. Сd3 Сe6  14. d5 С:a1  15. Ф:a1 f6 16. Сh6 в партии с А. Дюкштейном (1952 г.) он не стал делать обычный ход 16... Лe8 с необозримыми осложнениями, а сыграл 16... Фd6, возвращая качество. После 17. Кd4 Сd7 18. С:f8 Л:f8 19. Фc3 b6 20. Сa6 f5 21. Лe1 fe 22. fe Фf4 23. Кf3 Сg4 шансы сторон уравнялись.

## Спортивные результаты
| Год         | Город    | Соревнование         | + | − | = | Результат | Место |
| ----------- | -------- | -------------------- | - | - | - | --------- | ----- |
| 1949        | Эфердинг | Чемпионат Австрии    |   |   |   | ?? из 17  | 2—4   |
| 1950        | Вена     | Международный турнир | 3 | 7 | 1 | 3½ из 11  | 11—12 |
| 1952 / 1953 | Вена     | Международный турнир | 2 | 5 | 4 | 4 из 11   | 10—11 |